# Wasted on You
"Wasted on You" é uma canção da banda norte-americana de metal alternativo Evanescence. A faixa foi lançada em um formato de download digital em 24 de abril de 2020 pela BMG como o primeiro single do quinto álbum de estúdio da banda, The Bitter Truth (2021). A canção foi escrita pela banda e produzida por Nick Raskulinecz.

## Videoclipe
Um videoclipe oficial para acompanhar o lançamento de "Wasted on You" foi lançado pela primeira vez no YouTube em 24 de abril de 2020. O vídeo foi filmado por cada membro da banda em seus telefones enquanto estavam isolados por conta da pandemia de COVID-19, e dirigido por P. R. Brown em colaboração com o grupo através do FaceTime.

## Prêmios e indicações
| Ano  | Premiação              | Categoria   | Resultado | Ref.  |
| ---- | ---------------------- | ----------- | --------- | ----- |
| 2020 | MTV Video Music Awards | Melhor Rock | Indicado  | [ 6 ] |

## Pessoal
Créditos adaptados através do Tidal.
- Nick Raskulinecz – produtor, engenheiro de mixagem, engenheiro de gravação
- Evanescence – compositor, letrista, intérprete associado
- Nathan Yarborough – engenharia
- Ted Jensen – engenheiro de masterização

## Desempenho nas tabelas musicais
| Tabela musical (2020)                                   | Melhor posição |
| ------------------------------------------------------- | -------------- |
| Canadá Digital Songs (Billboard)                        | 29             |
| Escócia (Scottish Singles Chart)                        | 49             |
| Estados Unidos (Billboard Digital Song Sales)           | 26             |
| Estados Unidos (Billboard Hot Rock & Alternative Songs) | 16             |
| Hungria (Single Top 40)                                 | 16             |
| Reino Unido (OCC UK Rock and Metal)                     | 35             |
| Reino Unido (OCC UK Singles Sales)                      | 42             |
| Reino Unido (Singles Downloads Chart)                   | 41             |

## Histórico de lançamento
| Região         | Data                | Formato                    | Gravadora | Ref.   |
| -------------- | ------------------- | -------------------------- | --------- | ------ |
| Estados Unidos | 24 de abril de 2020 | Download digital streaming | BMG       | [ 3 ]  |
| Itália         | 1 de maio de 2020   | Contemporary hit radio     | Sony      | [ 16 ] |